# Eurhadina rubra
Eurhadina rubra är en insektsart som beskrevs av Irena Dworakowska 1969. Eurhadina rubra ingår i släktet Eurhadina och familjen dvärgstritar. Inga underarter finns listade i Catalogue of Life.